# سلطان ناجي
سلطان ناجي (9 يناير 1936 - 6 أبريل 1989)، مؤرخ وكاتب يمني.

## حياته
ولد في الشيخ عثمان، في عدن جنوبي جمهورية اليمن. درس في مدارس عدن الابتدائية والمتوسطة والثانوية، وتخرّج من الجامعة الأمريكية في بيروت سنة 1961م، جامعة ريدنغ ببريطانيا سنة 1964م. تتلمذ في بيروت على يد ثلاثة من أشهر أساتذة التاريخ العربي في الجامعة الأمريكية والوطن العربي وهم الدكتور قسطنطين زُريق والدكتور نقولا زيادة والدكتور نبيه فارس، وعاد ومعه حصيلة طيبة من المعرفة والدرجة العلمية المنهجية، ومكتبة تاريخية صغيرة تزايدت حتى صارت مكتبة كبيرة. خبير في الشؤون اليمنية، نُشرت له العشرات من الأبحاث والدراسات في المجلات المتخصصة والدوريات الأكاديمية، محلياً ودولياً، وألف عدداً من الكتب، وقد بلغ عدد أعماله المنشورة وغير المنشورة حوالي ست وستين عملاً.

## وفاته
توفي في لندن في المملكة المتحدة، ونقل جثمانه ودفن في مقبرة خزيمة بصنعاء عاصمة اليمن.

## المؤهلات
- بكالوريوس آداب (تاريخ العرب وعلوم سياسية) الجامعة الأمريكية ببيروت، 1961م.
- دبلوم عالي في الإدارة التربوية جامعة ريدنغ ببريطانيا، 1964م.
- شهادة تدريب المعلمين، إدارة المعارف حكومة عدن، 1956م.
- شهادة الثقافة العامة الثانوية العادي والعالي، كلية عدن جامعة لندن، 1957م.
- دورة تدريبية للمستويات الإدارية العليا، المعهد العربي للعلوم الإدارية الجامعة العربية بالقاهرة، 1971م.

## وظائف ومناصب شغلها
- مدرس في مدارس عَدن المتوسطة (1956م 1958م).
- مدرس في مدارس عدن الثانوية (1961م 1963م).
- ضابط معارف بمقر وزارة المعارف باتحاد الجنوب العربي، كان مسئولاً بدرجة أساسية عن شؤون التوظيف والموظفين واستقدام المدرسين الوافدين من خارج مستعمرة عدن – سواء من محمياتها الشرقية والغربية وكذا من دول الكومنولث – وتعيينهم في مدارسها المتوسطة والثانوية (1964م 1967م).
- نائب رئيس الجهاز المركزي للخدمة المدنية في حكومة اتحاد الجنوب العربي (منتصف 1967م وحتى الاستقلال).
- رئيس الجهاز المركزي للخدمة المدنية في جمهورية اليمن الجنوبية الشعبية (1967م 1971م).
- محاضر التاريخ اليمني بكلية التربية العليا جامعة عدن (1972م 1976م).
- متفرغاً لدراسة التاريخ اليمني والأبحاث بعدن (1976م 1986م).
- مستشار لوزير خارجية الجمهورية العربية اليمنية (1988م وحتى وفاته).
- كلف بمهمة تجميع ودراسة وتحليل وثائق وخرائط الحدود اليمنية العمانية من قبل حكومة جمهورية اليمن الديمقراطية الشعبية (1982م)، واليمنية السعودية من قبل حكومة الجمهورية العربية اليمنية (1987م)، ولهذا الغرض كان يتردد دائماً على العاصمة البريطانية لندن للقيام بالبحث والدراسة والتجميع لدى مكتبة مكتب الهند والمتحف البريطاني ودار الوثائق البريطانية. وأثناء رحلة عمله الأخيرة في الرابع من أبريل 1989م عندما كان يقوم بالدراسة والفحص لبعض الوثائق شعر بوعكة وعدم قدرة على التركيز ومواصلة العمل مما أضطره للعودة إلى مقر إقامته في (بارك ويست كيندال ستريت، لندن) وهناك داهمه نزيف داخلي حاد نقل على أثره إلى مستشفى (سانت ماري، لندن) حيث وافته المنية في السادس من أبريل.

وقد أسفرت جهوده عن توفير الأرضية التاريخية والقانونية للمفاوضات التي قامت بها حكومتا شطري اليمن ونجم عنها إبرام اتفاقيات الحدود مع الجارتين (السعودية وسلطنة عمان)، وكذا أثناء التحكيم الدولي مع (أرتيريا) فيما يتعلق بالنزاع حول جزيرة حنيش.

## الأنشطة السياسية والثقافية والاجتماعية
- عضو مجلس الشعب الأعلى (البرلمان) في جمهورية اليمن الديمقراطية الشعبية لدورتين (من 1978م إلى 1986م).
- عضو مؤسس وعضو مجلس رئاسة «مكتب سياسي سري» لحزب الشعب الاشتراكي الجناح السياسي للمؤتمر العمالي/ جبهة التحرير بعدن أثناء الحكم البريطاني (منذ تأسيسه عام 1962م وحتى حظر نشاطه بعد الاستقلال).
- عضو لجنة سواقط القيد «لجنة التعدين/ لجنة المخالق» لمناطق الشيخ عثمان المنصورة العماد (1965م – 1966م).
- عضو مؤسس لمؤتمر الخريجين (في الستينات).
- مؤسس ورئيس كرسي التاريخ بكلية التربية العليا بعدن (1972م) قبل إنشاء جامعة عدن.
- عضو مؤسس لاتحاد الأدباء والكتاب اليمنيين، وعضو مجلسه التنفيذي الأول (في السبعينات والثمانينات).
- عضو مؤسس للمركز اليمني للأبحاث الثقافية والآثار والمتاحف بعدن وعضو مجلس إدارته الأول (في السبعينات والثمانينات).
- عضو لجنة الوحدة بين شطري اليمن للتربية والتعليم والثقافة والإعلام (في السبعينات والثمانينات).
- عضو لجنة الوحدة بين شطري اليمن لتأليف كتب التاريخ اليمني المشترك لمدارس اليمن ورئيس اللجنة الأم لكتابة التاريخ اليمني (في السبعينات والثمانينات).
- عضو جمعية المؤرخين والأثريين اليمنيين (منذ السبعينات).
- زميل الجمعية الملكية البريطانية لدراسات الشرق الأوسط بلندن (منذ الثمانينات).
- عضو مؤسس للمنظمة العربية لحقوق الإنسان بقبرص (منذ الثمانينات).
- عضو هيئة تحرير مجلة «دراسات» الصادرة عن مؤتمر الخريجين بعدن (في الستينات).
- عضو هيئة تحرير مجلة «الحكمة» الصادرة عن اتحاد الأدباء والكتاب اليمنيين (في السبعينات).
- عضو هيئة تحرير مجلة «إكليل» الصادرة عن وزارة الثقافة بصنعاء (في الثمانينات).
- عضو هيئة تحرير مجلة «المؤرخ العربي» الصادرة عن اتحاد المؤرخين العرب ببغداد (في السبعينات والثمانينات).

## الأعمال كاملة
- ترجمة سبنجلر للتاريخ، 1959م. (بالإنجليزية).
- تطور مفهوم لفظة «تاريخ» عند العرب، 1960م.
- الخلافة العباسية والحملة الصليبية المضادة، 1961م (بالإنجليزية).
- الشعوبية والقرامطة: من الحركات الفكرية الدخيلة في التاريخ العربي. 1961م.
- المغرب منذ الحرب العالمية الثانية، 1961م 0 (بالإنجليزية).
- ماساهم به الكتاب الغربيون في دراسة جنوب الجزيرة، 1965م.
- نصوص ودروس في تاريخ جنوب الجزيرة العربية: الأصول التاريخية للأزمة الحاضرة، 1966م.
- اليمن على مطابع الجمهورية العربية المتحدة، 1973م.
- فهرس المخطوطات التاريخية اليمنية الموجودة في مكتبات الجامع الكبير بصنعاء، 1970م.
- كيف نكتب تاريخ اليمن، 1970م.
- الخلفية التاريخية والسياسية للتاسع عشر من يناير 1839م، 1970م.
- عدن في ثورة «مايو نوفمبر 1967م»، 1970م. (ترجمة مختصرة من الإنجليزية لقسم من كتاب اللورد همفري تريفليان آخر مندوب سامي لعدن بعنوان «الشرق الأوسط في ثورة» (بالإنجليزية: THE MIDDLE-EAST IN REVOLUTION)‏؛ الصادر بلندن، 1970م).
- معالم تاريخ اليمن، 1971م. (إنجليزي/ عربي).
- قصة البحث عن الآثار والنقوش، 1971م.
- اليمن في المؤلفات الغربية، 1971م.
- التاريخ السياسي لدول اليمن القديمة، 1972م.
- عدن، صورة حية عن اقتصادها في العصور الوسطى، 1972م.
- الخلفية التاريخية والسياسية لثورة 1948م، 1973م. (ترجمة من الإنجليزية للفصل الرابع، الصفحات 82 108، من كتاب البروفيسور وينفرد وينر بعنوان «اليمن الحديث 1918م 1966م» (بالإنجليزية: THE MODERN YEMEN 1918-1966)‏؛ منشورات جامعة جونس هوبكنز، بلتيمور ماريلاند، 1969م).
- مظاهر الحضارة اليمنية القديمة، 1973م.
- الخدمة المدنية في عدن خلال الربع قرن الأخير للاحتلال البريطاني «1942م - 1967م»، 1973م.
- الوحدة اليمنية عبر التاريخ، 1973م.
- ببليوجرافيا مختارة وتفسيرية عن اليمن، 1973م.
- تاريخ اليمن الإسلامية (1): من عهد الرسول إلى قيام الدويلات المستقلة، 1973م.
- تاريخ اليمن الإسلامية (2): الدولتان الزيادية واليعفرية، 1973م.
- تاريخ اليمن الإسلامية (3): الدولة القرمطية، 1973م.
- تاريخ اليمن الإسلامية (4): الدولتان الزيدية والنجاحية، 1974م.
- تاريخ اليمن الإسلامية (5): الدول الصليحية والزريعية والحاتمية والمهدية، 1974م.
- تاريخ اليمن الإسلامية (6): الدول الأيوبية والرسولية والطاهرية، 1974م.
- مقدمة تاريخية، 1974م. (لمحة تاريخية لبعض المدن اليمنية نُشر كمقدمة تاريخية لكتاب مشروع الأمم المتحدة بعنوان: كتاب المسح الشامل، دراسة اجتماعية واقتصادية 1974م، الكتاب الأول، صادر عن المديرية العامة لشئون الإدارة المحلية في جيمن الديمقراطية الشعبية).
- التاريخ اليمني: مصادره ومنهاج بحثه، 1974م.
- طبيعة النظام الملكي في الحضارة اليمنية القديمة، 1974م. (ترجمة مختصرة من الإنجليزية لبحث البروفيسور ألفرد بيستون: (بالإنجليزية: KINGSHIP IN ANCIENT SOUTH ARABIA)‏؛ المنشور في مجلة التاريخ الاقتصادي والاجتماعي للشرق، المجلد الخامس عشر، 1972م).
- القانون التجاري لقتبان، 1975م. (ترجمة من الإنجليزية لنص القانون دون الهوامش للبروفيسور ألفرد بيستون الذي ترجمه من الحميرية إلى الإنجليزية (بالإنجليزية: )‏ The Mercantile Law of Qataban “، منشورات جامعة أكسفورد 1971م).
- تأمل في السياسة البريطانية التي أدت إلى إجلاء الإنجليز من جنوب اليمن، 1975م. (ترجمة من الإنجليزية لخاتمة كتاب دورين إنجرامز، زوجة المستشار السياسي المقيم في حضرموت، بعنوان «أيام في بلاد العرب» (بالإنجليزية: A TIME IN ARABIA)‏؛ الصادر بلندن في 1970م).
- مصادر تاريخ الحضارة اليمنية القديمة والإسلامية وبعض الملاحظات العامة حولها، 1975م.
- الخلفية التاريخية للاحتلال البريطاني لعدن، 1975م.
- مشروع ورقة عمل لندوة الحضارة اليمنية، 1975م.
- سياسة النظام الطبقي في حضرموت، 1975م (ترجمة من الإنجليزية لكتاب الدكتور عبد الله بجرى بعنوان: (بالإنجليزية: THE POLITICS OF STRATIFICATION: A Study of Political Change in South Arabian Town)‏؛ منشورات جامعة أكسفورد 1971م).
- التاريخ العسكري لليمن (1839م - 1967م)، 1976م. (الكتاب هو دراسة سياسية تبحث في ارتباط نشؤ وتطور المؤسسات والأنشطة العسكرية بالأوضاع والمتغيرات السياسية).
- جيش الإمام يحي، 1976م.
- من تاريخ المدن اليمنية (1): عدن - أبين - الشيخ عثمان، 1976م.
- من تاريخ المدن اليمنية (2): المعلا - شقرة – زنجبار – جعار، 1976م.
- عدن تحت الحكم البريطاني 1839م - 1967م، 1977م. (ترجمة مختصرة من الإنجليزية لكتاب البروفيسور آر. جي. جافين بعنوان: (بالإنجليزية: Aden under British Rule 1839–1967)‏؛ صادر عن سي هيرست، لندن، 1975م).
- من تاريخ المدن اليمنية (3): الشحر – المكلا – شبام – تريم – سيئون - دار سعد – المنصورة - عدن الصغرى- كريتر، 978م.
- طريق الحيرة مكة، 1978م.
- وضع المرأة في المجتمع اليمني، 979م.
- بناء الدولة في الجمهورية العربية اليمنية (1968م 1976م)، (ترجمة من الإنجليزية لدراسة سياسية خاصة غير منشورة للبروفيسور روبرت باروز، أستاذ العلوم السياسية في الجامعة الأمريكية ببيروت أنهاها في 1977م). 1980م.
- الحقوق الاجتماعية والسياسية والاقتصادية للمرأة في المجتمع اليمني، 1980م.
- دور جريدة فتاة الجزيرة في أحداث سنة 1948م بصنعاء، 1980م.
- دور الجمعيات الإصلاحية والنوادي الثقافية في مجابهة السياسة التعليمية في عدن خلال فترة تبعيتها للهند «1839م 1937م»، 1981م.
- الثقافة بين التحرر والاستعمار، 1981م.
- تحليل المجتمع اليمني، 1981م. (ترجمة مختصرة لخمسة كتب ودراسات بالإنجليزية تم فيها عرض لأفكار ووجهات نظر واستنتاجات مؤلفيها، وهم:

1- بروفيسور عباس همداني التركيب التنظيمي للدعوة الفاطمية: المساهمة اليمنية.
2- بروفيسور عبد الله بجرى سياسة النظام الطبقي في حضرموت.
3- بروفيسور يوسف شلحوذ التنظيم الاجتماعي في اليمن.
4- بروفيسور ألفرد بيستون: طبيعة النظام الملكي في الحضارة اليمنية القديمة.
5- بروفيسور هانس كروزه: الأنظمة القبلية والتنظيم الاجتماعي حالة اليمن الشمالية.
- تطوّر التركيب التنظيمي للدعوة الفاطمية: المساهمة اليمنية، 1981م. (ترجمة مختصرة من الإنجليزية لدراسة البروفيسور عباس همداني بعنوان: (بالإنجليزية: EVOLUTION OF THE ORGANISATIONAL STRUCTURE OF THE FATIMI DA`WAH – The Yemeni and Persian Contribution)‏؛ المنشورة في مجلة دراسات عربية الصادرة عن مركز الشرق الأوسط بجامعة كمبريدج، المجلد الثالث، 1976م).
- التنظيم الاجتماعي في اليمن، 1981م. (ترجمة مختصرة من الإنجليزية لدراسة الدكتور يوسف شلحود بعنوان: (بالإنجليزية: SOCIAL ORGANISATION IN YEMEN)‏ المنشورة في صنعاء مجلة دراسات يمنية العدد الثالث أكتوبر 1979م).
- الأنظمة القبلية والتركيب الاجتماعي: حالة اليمن الشمالي، 1981م. (ترجمة من الإنجليزية لدراسة البروفيسور هانس كروز بعنوان: (بالإنجليزية: TRIBAL SYSTEMS AND SOCIAL STRATIFICATION: The Case of North Yemen)‏؛ المنشورة في المجلة الهندية للعلوم السياسية، المجلد الثاني، العدد الثالث، 1979م).
- الهمداني: مؤرخ اليمن وفكره، 1981م.
- المقاطرة يحملون لواء المقاومة ضد الإمام أحمد، 1981م. (تحقيق ونشر جزء من مخطوطة «كتيبة الحكمة من سيرة إمام الأمة أمير المؤمنين أي الإمام أحمد بن الإمام منصور»، تأليف عبد الكريم مطهر).
- تعقيب على دراسة د. جمال زكريا بعنوان: الأسس التاريخية لوحدة الإمارات ودور الاستعمار في تجزئتها، 1981م.
- تهافت التهافت: نموذج مثالي لتهافت النقد في اليمن، 1981م.
- مقررات التاريخ اليمني في المدارس الثانوية: نموذج مثالي لأزمة الثقافة في اليمن، 1981م.
- التواجد الأجنبي العسكري في الوطن العربي ومخاطره: دراسة حالة أكبر قاعدة بريطانية ومركز قيادتها في الشرق الأوسط (1839م 1967م)، 1982م.
- عدن عبر التاريخ، 1983م.
- نشؤ الدعوة إلى الوحدة اليمنية، 1984م. (إنجليزي/ عربي).
- الدعوة إلى الوحدة اليمنية: تحليل للرأي العام كما عكسته الصحافة العربية في عدن عشية ثورة 26سبتمبر (يوليو سبتمبر 1962م)، 1983م. (إنجليزي/ عربي).
- ندوة اليمن المعاصر. 1983م.
- وثائق سرية خاصة بالشيخ عبد الله علي الحكيمي، 1084م. (ترجمة)
- تحفة الزمن فيما جرى من النكت في اليمن (أو انتفاضة المجاذيب في اليمن)، تحقيق مخطوطة وحيدة وفريدة لمؤلف مجهول. 1987م.

## عائلته وحياته الأسرية
تنحدر أصوله من المقاطرة (غربي مقاطرة الجبل)، قرية الداممة، التربة، محافظة لحج. لقب العائلة (آل مكابر). والده عبده ناجي محمد أحمد سعيد المكابري المقطري (1909م 1960م)، الذي أستقر وعمل في مستعمرة عدن بمدينتي التواهي والمعلا تحديداً منذ الثلاثينات من القرن العشرين. توفي في العام 1960م بعد عودته من الحج بعدة أيام ودفن في القرية. ووالدته نور بنت عبد الله بن علي محمد أحمد سعيد المكابري. ويأتي ترتيبه الثاني من بين خمسة أشقاء وشقيقات هم: جليلة ولطيفة وأحمد وشرف.
تزّوج في العام 1961م من السيدة فردوس محمد أحمد سعيد صالح الأصنج، رفيقة دربه طيلة حياته وحتى اللحظات الأخيرة لوفاته. عملت كمدرسة في مدارس عدن المتوسطة والابتدائية. وهي حفيدة الأديب والكاتب أحمد محمد سعيد الأصنج (جدها لأبيها). وما يزال بيته، الذي قضى فيه معظم حياته وشهد معظم نتاجه الفكري قائماً ومحافظاً عليه وعلى مكتبته الخاصة كتراث عائلي. لديه خمسة أبناء منها هم:
- د. أوراس، طبيبة وأستاذة بكلية الطب جامعة عدن (الولادة 16 مايو 1963م الوفاة 26 فبراير 2015م)، عضوة مجلس النواب اليمني لدورتين (الأولى 1997م الثانية 2004م حتى وفاتها).[2][3][4] [بحاجة لمصدر]
- أوسان، محامية ومستشارة قانونية، كلية الحقوق بجامعة عدن، موظفة لدى هيئة المنطقة الحرة عدن.[5]
- معين، هندسة حفر آبار، معهد النفط ببغداد، دبلوماسي بوزارة الخارجية.
- يزن، مدرس معيد بكلية الحقوق - جامعة عدن.
- ريدان، لغة إنجليزية كلية التربية بجامعة عدن، دبلوماسية بوزارة الخارجية.

## جوائز وأوسمة
- كرم مرتين في عيد العلم بجمهورية اليمن الديمقراطية الشعبية للأعوام 1975م و1977م.
- وسام الدولة للآداب والفنون في جمهورية اليمن الديمقراطية الشعبية عام 1977م.
- وسام المؤرخ العربي من اتحاد المؤرخين العرب ببغداد (1987م).
- وسام العلوم من الدرجة الأولى في الجمهورية العربية اليمنية (1989م).
- وسام الاستقلال 30 نوفمبر من الدرجة الثانية في الجمهورية اليمنية (1997م).
- ميدالية الذكرى الخامسة والعشرون لتأسيس جامعة عدن (2000م).
- شهادة تكريم بمناسبة يوم الأديب والكاتب اليمني من اتحاد الأدباء والكتاب اليمنيين (2006م).
- ميدالية فضية بمناسبة الذكرى الأربعين لتأسيس جامعة عدن (2010م).